# ZETMAN
《ZETMAN》是日本漫畫家桂正和創作的日本漫畫作品。於《週刊YOUNG JUMP》（集英社）2002年48號起開始連載。從2006年6月經過約1年的長期休載後於2007年26號恢復連載；2014年34号第一幕完结。
2012年4月起開始播放電視動畫。

## 登場人物

### 神崎人的家族
神崎 人（聲：浪川大輔、朴璐美（幼年））
本作主角，手背上有一塊環形隆起印記。自幼與高雅、小葉相識。體內隱藏住神秘力量“Z．E．T”，是實驗室創造出的人造人，並不理解人類地情感，但他“爺爺”（參與製造人造人實驗的博士，其實是爸爸。）的教導之下，學習並慢慢體會人類的感情。在危急時能變身成擁有強大力量的「ZET」。喜歡花子，對她有想保護的感覺。故事最後仍不斷的斬殺Player，世間保護人類不受Player殘害的英雄是「阿爾法斯」，而阿人則是在暗中活動，默默無名。
神崎 悟郎（聲：千田光男）
阿人的養父兼爺爺。曾是「ZET」的研究人員之一，在實驗室被「Player」破壞時將阿人救出，之後僞裝成流浪者帶著阿人隱居。被「Player」殺害後，其頭顱被光铠保存，以獲得可令人變爲「ZET」的必要資料。
川上 明美（聲：早水理沙）
曾經是一個美女。因緣際會下被少年時期的阿人所救，後來收養了阿人。因為保護幼年的阿人，被「Player」毀容，後獨自撫養阿人長大，以路邊小店及積蓄維持生計。

### 天城家
天城 高雅（聲：宮野真守）
天城家之子，天城集團的繼承人，容貌端正、成績優秀、體育萬能，表面上以完美的精英貴公子形象示人，但實際上是個英雄迷，夢想成為“正義的伙伴”。中間有一段時間迷失了自己，在阿人的幫助下找回了自我。自幼追求正義，並借助天城集團的財力和技術，化身「阿爾法斯」與「Player」對戰。在故事最後仍以阿爾法斯的樣子持續申張正義，消滅Player。後與橋本茉柚結婚。
天城 小葉（聲：花澤香菜）
天城家之女，高雅的妹妹。幼年隨母親向窮人發放食物時認識阿人。喜歡阿人。長大後仍持續發送食物給流浪漢們。
天城 光鎧（聲：飯塚昭三）
天城集團創始人兼會長，高雅和小葉的爺爺。N.E.T.計劃的發起人，在「Player」逃脫之後啓動Z.E.T.計劃，試圖清除所有「Player」。
天城 清造（聲：廣瀨正志）
天成集團前任社長，高雅和小葉的父親。努力維持著天城集團的穩固，並希望高雅能像他一樣繼承天城集團。在其召開的記者會中被重要其得力助手加部背叛，並被自己的兒子高雅開槍射殺身亡。
天城 葉子（聲：久川綾）
天城清造的妻子。經常關心幫助窮人。在丈夫清造召開的記者會中為了保護清造被兒子高雅開槍射殺身亡。

### 其他
加部 衛（聲：楠見尚己）
為天城清造的得力助手，在清造召開的記者會中背叛清造，最後遭蟲子控制舉槍自盡身亡。
早見（聲：鈴村健一）
被天城高雅視為哥哥的人。早期是幫助高雅的存在，但目的是得到天城。最後背叛高雅，被高雅斬後身亡。
中田 二郎（聲：堀勝之祐）
早先為天城集團N.E.T.計劃的研究人員。在「Player」叛亂時遭到天城光鎧拋棄，與兒子一郎困於研究所時被灰谷所救，之後甘心為「Player」效力，被高雅射殺身亡。
中田 一郎（聲：南央美）
中田二郎的兒子。在「Player」叛亂時被困於研究所內力竭而死，後被父親改造為「Player」，能力是操縱蟲子控制別人，被高雅射殺身亡。
灰谷 政次（聲：遊佐浩二）
在動畫中是最終BOSS，實力很強大，被阿人打敗。在動畫最後出現一個身影，推測並沒有死亡。
掃除人（聲：小山力也）
真實面目不詳，任務是清除里返的「Player」，其本身一直處於里返狀態。
田中 花子（聲：伊瀬茉莉也）
真實身份是PLAYER中的撒沙婆婆，愛上了阿人。故事中說出想與阿人成為家人，與阿人結合後成為阿人最想保護的人。最後被暴走之輪強制里返，慘遭阿爾法斯(高雅)殺死。
橋本 茉柚（聲：藤村步）
是高雅的粉絲，是派對中唯一存活的女孩，三年後和高雅結婚。

## 用語
Player
起初是作為競技場的比賽用工具，讓富人投注，以籌集N・E・T項目的資金。但在一次競場中集體逃逸。「Player」的特點是以人類的3倍速度成長，平時偽裝成人類的模樣，可以隨意更變怪物的形態。導致神崎 悟郎死亡的兇手。
里返
指「Player」恢復為怪物形態的過程，戰力比人形時強大。

## 出版書籍
| 冊數 | 集英社         | 集英社                 | 東立出版社     | 東立出版社             |
| 冊數 | 發售日期       | ISBN                   | 發售日期       | ISBN                   |
| ---- | -------------- | ---------------------- | -------------- | ---------------------- |
| 1    | 2003年11月19日 | ISBN 4-08-876529-X     | 2004年10月25日 | ISBN 986-11-4634-2     |
| 2    | 2003年11月19日 | ISBN 4-08-876530-3     | 2004年12月10日 | ISBN 986-11-4635-0     |
| 3    | 2004年5月19日  | ISBN 4-08-876610-5     | 2005年2月25日  | ISBN 986-11-5447-7     |
| 4    | 2004年12月17日 | ISBN 4-08-876720-9     | 2005年3月19日  | ISBN 986-11-6170-3     |
| 5    | 2005年6月17日  | ISBN 4-08-876808-6     | 2005年11月30日 | ISBN 986-11-6171-6     |
| 6    | 2005年12月19日 | ISBN 4-08-876893-0     | 2006年3月24日  | ISBN 986-11-7339-0     |
| 7    | 2006年7月19日  | ISBN 4-08-877114-1     | 2007年1月12日  | ISBN 986-11-7959-3     |
| 8    | 2007年10月19日 | ISBN 978-4-08-877340-7 | 2007年12月31日 | ISBN 978-986-10-0879-0 |
| 9    | 2008年4月18日  | ISBN 978-4-08-877416-9 | 2008年7月16日  | ISBN 978-986-10-1727-3 |
| 10   | 2008年8月19日  | ISBN 978-4-08-877493-0 | 2008年11月4日  | ISBN 978-986-10-2424-0 |
| 11   | 2008年12月19日 | ISBN 978-4-08-877565-4 | 2009年3月9日   | ISBN 978-986-10-2979-5 |
| 12   | 2009年5月19日  | ISBN 978-4-08-877637-8 | 2009年8月3日   | ISBN 978-986-10-3844-5 |
| 13   | 2009年10月19日 | ISBN 978-4-08-877718-4 | 2009年12月18日 | ISBN 978-986-10-4633-4 |
| 14   | 2010年4月19日  | ISBN 978-4-08-877803-7 | 2010年7月6日   | ISBN 978-986-10-5216-8 |
| 15   | 2010年12月17日 | ISBN 978-4-08-879080-0 | 2011年5月23日  | ISBN 978-986-10-7043-8 |
| 16   | 2011年10月19日 | ISBN 978-4-08-879186-9 | 2012年2月14日  | ISBN 978-986-10-9048-1 |
| 17   | 2012年3月29日  | ISBN 978-4-08-879292-7 | 2012年10月1日  | ISBN 978-986-10-9723-7 |
| 18   | 2012年11月19日 | ISBN 978-4-08-879436-5 | 2013年5月3日   | ISBN 978-986-324-125-6 |
| 19   | 2013年12月19日 | ISBN 978-4-08-879810-3 | 2014年11月13日 | ISBN 978-986-365-728-6 |
| 20   | 2014年10月17日 | ISBN 978-4-08-890025-4 | 2015年3月16日  | ISBN 978-986-382-086-4 |

小說
- ALPHAS ZETMAN ANOTHER STORY（Jump j Books）

原作、插畫：桂正和 / 著者：古橋秀之
| 冊數 | 集英社        | 集英社                 | 東立出版社    | 東立出版社             |
| 冊數 | 發售日期      | ISBN                   | 發售日期      | ISBN                   |
| ---- | ------------- | ---------------------- | ------------- | ---------------------- |
| 全   | 2012年3月29日 | ISBN 978-4-08-703260-4 | 2013年3月11日 | ISBN 978-986-324-862-0 |

總集篇
- ZETMAN 総集編：2012年4月3日發售、ISBN 978-4-08-111046-9

## 電視動畫

### 主題歌
片頭曲「dots and lines」
作詞 - 一青窈、Mummy-D / 作曲 - 小林武史、Mummy-D / 編曲 - 小林武史 / 歌 - 一青窈 loves Mummy-D
第1話以ED為使用。
片尾曲「とめる」
作詞 - 一青窈 / 作曲・編曲 - 小林武史、武部聰志 / 歌 - 一青窈

### 各話列表
| 話數     | 日文標題 | 腳本     | 分鏡                         | 演出       | 作畫監督                   | 總作畫監督               | 读卖电视台播放日期 |
| -------- | -------- | -------- | ---------------------------- | ---------- | -------------------------- | ------------------------ | ------------------ |
| 第一話   |          | 冨岡淳廣 | 鍋島修 高谷浩利              | 鍋島修     | 岩佐裕子                   | 高谷浩利 鈴木勤          | 2012年4月2日       |
| 第二話   |          | 冨岡淳廣 | 本多康之 高谷浩利            | 原田奈奈   | 戶部敦夫                   | 高谷浩利 鈴木勤          | 2012年4月9日       |
| 第三話   |          | 冨岡淳廣 | 菅井嘉浩 高谷浩利            | 菅井嘉浩   | 清水貴子                   | 高谷浩利 鈴木勤          | 2012年4月16日      |
| 第四話   |          | 冨岡淳廣 | 本多康之 高谷浩利            | 坂口龍太郎 | 池内直子                   | 高谷浩利 鈴木勤          | 2012年4月23日      |
| 第五話   |          | 冨岡淳廣 | 鍋島修                       | 鍋島修     | 小山知洋                   | 高谷浩利 鈴木勤          | 2012年4月30日      |
| 第六話   |          | 冨岡淳廣 | 本多康之 高谷浩利            | 宮原秀二   | 小谷杏子 小美戶幸代        | 岩佐裕子 鈴木勤          | 2012年5月7日       |
| 第七話   |          | 冨岡淳廣 | 高谷浩利                     | 原田奈奈   | 安藤義信                   | 高谷浩利 鈴木勤          | 2012年5月14日      |
| 第八話   |          | 冨岡淳廣 | 堀之内元                     | 原田奈奈   | 清水貴子                   | 高谷浩利 岩佐裕子 鈴木勤 | 2012年5月21日      |
| 第九話   |          | 冨岡淳廣 | 坂口龍太郎 本多康之 高谷浩利 | 坂口龍太郎 | 池内直子                   | 高谷浩利 鈴木勤          | 2012年5月28日      |
| 第十話   |          | 冨岡淳廣 | 本多康之                     | 原田奈奈   | 敷島博英                   | 岩佐裕子 鈴木勤          | 2012年6月4日       |
| 第十一話 |          | 冨岡淳廣 | 菅井嘉浩                     | 菅井嘉浩   | 小美戶幸代 虎助遥人        | 高谷浩利 鈴木勤          | 2012年6月11日      |
| 第十二話 |          | 冨岡淳廣 | 本多康之                     | 本多康之   | 岩佐裕子 安藤義信 富永真理 | -                        | 2012年6月18日      |
| 第十三話 |          | 冨岡淳廣 | 鍋島修                       | 鍋島修     | 高谷浩利 鈴木勤            | -                        | 2012年6月25日      |

## 網路廣播
《ZET NIGHT RADIO》2012年4月到6月於超!A&G+與HiBiKi Radio Station放送的廣播劇節目。
主持人
- 浪川大輔（神崎人）、宮野真守（天城高雅）

## 外部連結
- （日語） 『ZETMAN』スペシャルコーナー，集英社ZETMAN特別網站。
- （日語） TVアニメ『ZETMAN』公式サイト （页面存档备份，存于），電視動畫版官方網站。
- （日語） ZETMAN （页面存档备份，存于），讀賣電視台的電視動畫版官方網站。
- ZETMAN動畫版的X（前Twitter）
- （日語） + ZETMAN + （页面存档备份，存于），作者網站，ZETMAN頁面。